# Jüdischer Friedhof (Beelitz)

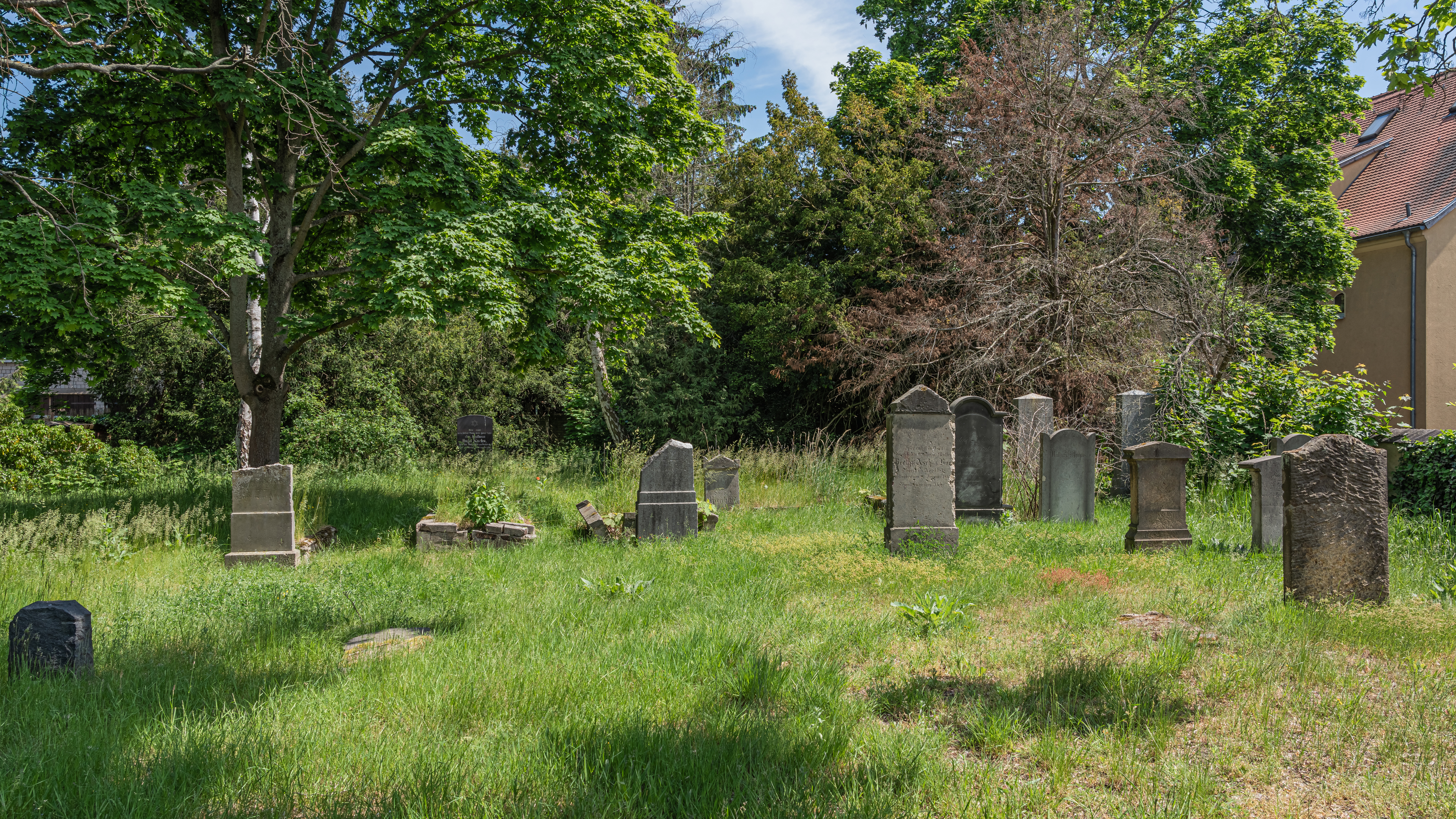
Jüdischer Friedhof Beelitz

Der Jüdische Friedhof Beelitz in der Stadt Beelitz im Landkreis Potsdam-Mittelmark in Brandenburg ist ein seit 1985 geschütztes Baudenkmal und gehörte zum Synagogenbezirk Beelitz. Auf dem 925 m² großen Friedhof an der Straße des Aufbaus 8 (nahe Clara-Zetkin-Straße) befinden sich 48 Grabsteine in sechs erkennbaren Reihen. Der älteste lesbare, ein Doppelgrabstein, trägt die Jahreszahlen 1752 und 1764. Der jüngste Stein stammt aus dem Jahr 1925.

## Geschichte
Der Friedhof, auf dem auch die Toten der jüdischen Gemeinden Trebbin, Luckenwalde und Jüterbog beigesetzt wurden, in Beelitz selbst lebten 1777 nur drei jüdische Familien, bestand bereits in der ersten Hälfte des 18. Jahrhunderts "Am großen Anger" vor dem damaligen Berliner Tor. Die Urkunde über den Erwerb des Grundstückes war der jüdischen Gemeinde abhandengekommen, weshalb der Magistrat zu Beelitz im Jahre 1775 eine neue Besitz-Urkunde ausstellte.

„Wir Bürgermeister und Rath der Königlich Churmärkischen Immediat-Stadt Beelitz urkunden und bekennen hiermit: Nachdem die hiesige Judenschaft mit Zuziehung der zu Trebbin, Luckenwalde und Jüterbok schon vor geraumer zeit einen hierselbst vor dem Berliner Thorr, hinter den Scheunen, belegenen Platz zu Beerdigung ihrer Todten von der Stadt käuflich an sich gebracht, solchen auch in der Folge durch Ankaufung noch eines Fleck Landes vergrößert, und diesen Kirchhof auf eigene Kosten mit einer Mauer umziehen, auch auf selbigem ein Hauß Behufs der bei Beerdigung ihrer Todten zu beobachtenden Gebräuche erbauen lassen;
worüber sie damahls zwar eine Gerichtliche Erb-Verschreibung von dem Magistrat erhalten, solche Ihnen aber abhänden gekommen, und dann um nochmalige Ausfertigung derselben zu ihrer Sicherheit geziemend nachgesuchet: So haben wir deren Gesuch zu deferiren, die Wahrheit des Vorangeführten, Unseren Gerichts-Actis gemäß, gegen Jedermänniglich, dem daran gelegen, hiermit vergewisseren, anbai auch in dessen Gefolge, der hiesigen und mitinteressirenden Judenschaften und deren Nachkommen, für Uns und Unsere Nachfolger im
Amte, Krafft dieses versichern wollen, daß sie bei dem Erb- und Eigenthümlichen auch gänzlich Abgabenfreien Besitz dieses ihres Kirchhofes und Pertinentzien, sowie solcher gegenwärtig in seinen Grentzen und Maalen befindlich, zu jederzeit Obrigkeitlich geschützet werden sollen; Wes-Endes diese Versicherung in gegenwärtiger beglaubter Form ausgefertiget und Unsern Actis publicis gehörig einverleibet worden. Urkundlich unter hiesigen Gerichts-Insiegel. Gegeben Beelitz den 21. August 1775. Magistrat hierselbst. Gravius. Ch. Raddatz. Glaser.“

Im Jahr 1775 war auch ein Taharahaus zur Waschung der Toten vorhanden; es besteht heute nicht mehr. Durch Ankauf einer wüsten Stelle wurde der Begräbnisplatz vergrößert und der Magistrat gestattete 1789 die Erweiterung der Umfriedung der gesamten Fläche.
In der NS-Zeit sollte er beseitigt werden. 1938 wurde er großenteils zerstört und diente den anwohnenden Kindern als Spielplatz.
Noch 1945 in der Zeit der Sowjetischen Besatzungszone wurde der geschändete jüdische Friedhof Instand gesetzt. Zum 50. Jahrestag des Novemberpogroms am 9. November 1988 wurde der Friedhof renoviert und eine Gedenktafel angebracht.